# Pseudodaphnella granicostata
Pseudodaphnella granicostata é uma espécie de gastrópode do gênero Pseudodaphnella, pertencente a família Raphitomidae.